# Pleurobrachia striata
Pleurobrachia striata är en kammanetart som beskrevs av Moser. Pleurobrachia striata ingår i släktet Pleurobrachia och familjen Pleurobrachiidae. Inga underarter finns listade i Catalogue of Life.